# Lista za Dolenjsko
Lista za Dolenjsko je zunajparlamentarna politična stranka, ki je nastala pred lokalnimi volitvami 2006. 

## Zgodovina
Ustanovili so jo politiki, ki so pred tem izstopili iz stranke LDS. Stranka deluje na območju Novega mesta, kjer so na lokalnih volitvah 2006 dobili 13,42% glasov in zasedli drugo mesto med strankami. V občinskem svetu imajo zato 5 svetnikov, njihov kandidat za župana Alojz Muhič pa je bil na volitvah izvoljen kot novomeški župan.

## Vidni člani
- Alojz Muhič
- Rafko Križman
- Ivo Kuljaj
- Štefan David